# Liste der geschützten Landschaftsbestandteile im Landkreis Vechta
Im Landkreis Vechta gibt es einen ausgewiesenen geschützte Landschaftsbestandteil.
| Waldparzelle östlich der Holdorfer Straße      | BW | GLB VEC 00001 | Damme | ⊙ |  | 15. Sep. 1992 |
| Legende für Geschützter Landschaftsbestandteil |    |               |       |   |  |               |